# 5160 Кемос
5160 Кемос (5160 Camoes) — астероїд головного поясу, відкритий 23 грудня 1979 року.
Тіссеранів параметр щодо Юпітера — 3,508.